# Andreas Schifferer
Andreas Schifferer (Radstadt, 3 agosto 1974) è un ex sciatore alpino austriaco.
Fu uno degli atleti di punta della nazionale austriaca tra la fine degli anni 1990 e i primi anni 2000 e nel suo palmarès vanta, fra l'altro, una medaglia olimpica, una iridata, una Coppa del Mondo di discesa libera e una Coppa Europa.

## Biografia

### Stagioni 1993-1995
Nato a Radstadt nel Salisburghese, dopo le scuole superiori entrò nella scuola di sci Skigymnasium a Stams e venne convocato dalla Nazionale austriaca; debuttò in campo internazionale in occasione dei Mondiali juniores di Monte Campione/Colere 1993 e nella stagione successiva in Coppa Europa ottenne il 2º posto nella classifica di discesa libera.
Ottenne il primo podio in Coppa Europa il 7 dicembre 1994 a Geilo/Hemsedal in slalom gigante (2º) e debuttò in Coppa del Mondo il 17 dicembre 1994 nella discesa libera di Val-d'Isère, che chiuse al 50º posto. Dedicò il resto della stagione alla Coppa Europa: grazie alle sue doti di velocista e alle vittorie delle discese di La Thuile e Saalbach-Hinterglemm (le uniche della sua carriera nel circuito continentale: la prima il 16 gennaio, la seconda, il 7 marzo, fu anche il suo ultimo podio) riuscì a imporsi nella classifica generale e in quella di discesa libera, mentre in quella di slalom gigante fu 3º. Nel corso della stessa stagione Schifferer ottenne i primi punti di Coppa del Mondo, grazie alla 25ª posizione nello slalom gigante di Adelboden del 4 febbraio.

### Stagioni 1996-1998
Il 29 dicembre 1995 conquistò il primo podio in Coppa del Mondo classificandosi al 2º posto nella discesa libera di Bormio, sulla pista Stelvio. Ai Mondiali di Sestriere 1997, sua unica partecipazione iridata, riuscì a vincere la medaglia di bronzo nella gara di slalom gigante; nella discesa libera invece si piazzò al 5º posto. Un mese dopo i Mondiali, il 13 marzo a Vail, vinse in supergigante la sua prima gara di Coppa del Mondo.
Nella successiva stagione di Coppa del Mondo Schifferer vinse quattro gare di discesa libera, altrettante classiche della specialità: a Beaver Creek sulla Birds of Prey il 5 dicembre, a Bormio sulla Stelvio il 30 dicembre, a Wengen sulla Lauberhorn il 17 gennaio e a Garmisch-Partenkirchen sulla Kandahar il 31 gennaio. Queste vittorie, assieme ad altri piazzamenti di rilievo, gli assicurarono il primo posto nella graduatoria finale della Coppa del Mondo di discesa libera, con 176 punti di vantaggio sul connazionale Hermann Maier, e il secondo nella classifica generale, alle spalle di Maier per 571 punti. Partecipò inoltre ai XVIII Giochi olimpici invernali di Nagano 1998, suo esordio olimpico, dove ottenne il 7º posto nella discesa libera e il 19º nel supergigante.

### Stagioni 1999-2006
Schifferer ottenne buoni risultati anche durante la stagione 1998-1999 di Coppa del Mondo: vinse le due discese libere di Lillehammer Kvitfjell e concluse in seconda posizione la classifica della Coppa di specialità superato di 322 punti dal vincitore, il norvegese Lasse Kjus; nella classifica generale si classificò in sesta posizione. Nella stagione successiva colse la sua ultima vittoria in Coppa del Mondo, nella discesa libera della Saslong in Val Gardena del 18 dicembre.
Ai XIX Giochi olimpici invernali di Salt Lake City 2002, suo congedo olimpico, nella gara di supergigante chiuse 3º dietro al norvegese Kjetil André Aamodt e all'austriaco Stephan Eberharter, conquistando la medaglia di bronzo. Successivamente Schifferer non vinse più altre gare internazionali, pur ottenendo ancora piazzamenti sul podio in Coppa del Mondo (l'ultimo il 6 dicembre 2003 a Beaver Creek in discesa libera, 3º). Si ritirò al termine della stagione 2005-2006 e la sua ultima gara in carriera fu il supergigante di Coppa del Mondo disputato il 16 marzo a Åre, che chiuse al 17º posto.

## Palmarès

### Olimpiadi
- 1 medaglia:
  - 1 bronzo (supergigante a Salt Lake City 2002)

### Mondiali
- 1 medaglia:
  - 1 bronzo (slalom gigante a Sestriere 1997)

### Coppa del Mondo
- Miglior piazzamento in classifica generale: 2º nel 1998
- Vincitore della Coppa del Mondo di discesa libera nel 1998
- 28 podi:
  - 8 vittorie (7 in discesa libera, 1 in supergigante)
  - 7 secondi posti
  - 13 terzi posti

#### Coppa del Mondo - vittorie
| Data             | Località               | Paese       | Specialità |
| ---------------- | ---------------------- | ----------- | ---------- |
| 13 marzo 1997    | Vail                   | Stati Uniti | SG         |
| 5 dicembre 1997  | Beaver Creek           | Stati Uniti | DH         |
| 30 dicembre 1997 | Bormio                 | Italia      | DH         |
| 17 gennaio 1998  | Wengen                 | Svizzera    | DH         |
| 31 gennaio 1998  | Garmisch-Partenkirchen | Germania    | DH         |
| 5 marzo 1999     | Lillehammer Kvitfjell  | Norvegia    | DH         |
| 6 marzo 1999     | Lillehammer Kvitfjell  | Norvegia    | DH         |
| 18 dicembre 1999 | Val Gardena            | Italia      | DH         |

Legenda:

DH = discesa libera

SG = supergigante

### Coppa Europa
- Vincitore della Coppa Europa nel 1995
- Vincitore della classifica di discesa libera nel 1995
- 6 podi:
  - 2 vittorie
  - 3 secondi posti
  - 1 terzo posto

#### Coppa Europa - vittorie
| Data            | Località             | Paese   | Specialità |
| --------------- | -------------------- | ------- | ---------- |
| 16 gennaio 1995 | La Thuile            | Italia  | DH         |
| 7 marzo 1995    | Saalbach-Hinterglemm | Austria | DH         |

Legenda:

DH = discesa libera

### South American Cup
- 1 podio:
  - 1 terzo posto

### Australia New Zealand Cup
- 1 podio:
  - 1 secondo posto

### Campionati austriaci
- 13 medaglie[1]:
  - 9 ori (supergigante, combinata nel 1994; supergigante nel 1997; supergigante nel 1998; discesa libera nel 1999; supergigante nel 2000; discesa libera, supergigante nel 2002; slalom gigante nel 2004)
  - 1 argento (supergigante nel 1999)
  - 3 bronzi (discesa libera nel 1994; slalom gigante nel 1999; slalom gigante nel 2005)

### Campionati austriaci juniores
- 3 medaglie[1]:
  - 1 oro (supergigante nel 1993)
  - 1 argento (slalom gigante nel 1993)
  - 1 bronzo (discesa libera nel 1993)